# Thomas Müller (piłkarz)
Thomas Müller (ur. 13 września 1989 w Weilheim in Oberbayern) – niemiecki piłkarz, występujący na pozycji napastnika w kanadyjskim klubie Vancouver Whitecaps FC.  W latach 2010–2024 wielokrotny reprezentant Niemiec.
Złoty medalista Mistrzostw Świata 2014, brązowy medalista Mistrzostw Świata 2010, uczestnik Mistrzostw Świata 2018 i 2022, a także Mistrzostw Europy 2012, 2016, 2020 i 2024. Dwukrotny zdobywca Ligi Mistrzów UEFA z Bayernem Monachium w sezonie 2012/2013 i 2019/2020.

## Kariera klubowa
Thomas Müller dołączył do zespołu Bayernu Monachium w 2000, w wieku 10 lat. W marcu 2008 zadebiutował w zespole rezerw Bayernu Monachium w spotkaniu Regionalliga przeciwko SpVgg Unterhaching, w którym strzelił gola.
W następnym sezonie w 3. lidze stał się kluczowym zawodnikiem Bayernu Monachium II, rozgrywając 32 spotkania na 38 możliwych oraz strzelając 15 bramek. Po tych bardzo dobrych występach w Bayernie Monachium II, został powoływany na towarzyskie spotkania przedsezonowe pierwszego zespołu. W nich również bardzo dobrze się spisywał co zaowocowało debiutem w Bundeslidze, w spotkaniu przeciwko Hamburgerowi SV 15 sierpnia 2008, które Bayern zremisował 2:2. Oprócz tego spotkania rozegrał jeszcze 3 mecze w Bundeslidze. 10 marca 2009 zadebiutował w Lidze Mistrzów UEFA zmieniając w 72. minucie Bastiana Schweinsteigera w spotkaniu przeciwko Sportingowi CP. Müller strzelił w tym meczu gola, a Bayern, wygrywając drugi mecz 7:1 przeszedł do ćwierćfinału z wynikiem dwumeczu 12:1. 12 września 2009 wszedł z ławki rezerwowych, strzelając dwie bramki Borussii Dortmund w wygranym 5:1 spotkaniu przez Bayern Monachium. 15 września 2009 w meczu grupowym Ligi Mistrzów strzelił dwie bramki Maccabi Hajfa, a Bayern Monachium wygrał 3:0. 19 maja 2012 strzelił gola w finale Ligi Mistrzów przeciwko Chelsea, ostatecznie zremisowanym 1:1 i przegranym w rzutach karnych 4:3 przez Bayern. 23 kwietnia 2013 w wygranym 4:0 półfinałowym meczu rozgrywek Ligi Mistrzów UEFA z FC Barceloną strzelił dwie bramki. W drugim meczu strzelił jedną bramkę, a końcowy wynik dwumeczu wyniósł 7:0 dla Bayernu. 25 maja wystąpił w wygranym 2:1 finale rozgrywek przeciwko Borussii Dortmund.

## Kariera reprezentacyjna
Dzięki występom w Bayernie Monachium został zauważony przez trenera reprezentacji Niemiec do lat 21. W sierpniu 2009 Müller zadebiutował w przegranym 3:1 spotkaniu z reprezentacją Turcji do lat 21.
18 listopada 2009 zadebiutował w seniorskiej reprezentacji w zremisowanym 2:2 towarzyskim meczu z Wybrzeżem Kości Słoniowej. Pierwszy gol dla reprezentacji Niemiec zdobył 13 czerwca 2010 w meczu z Australią na Mistrzostwach Świata 2010 w RPA. 27 czerwca 2010 w meczu 1/8 finału Mistrzostw Świata 2010 w RPA strzelił dwa gole Anglii. Następnie w ćwierćfinale zdobył gol w 3. minucie w wygranym 4:0 meczu z Argentyną. Ostatni gol zaliczył w meczu o 3. miejsce przeciwko Urugwajowi. Ostatecznie zdobył brązowy medal Mistrzostw Świata 2010. Strzelił pięć bramek i został jednym z czterech królów strzelców mistrzostw świata, ale dzięki temu, że miał najwięcej asyst, to on zdobył Złoty But. Otrzymał także tytuł najlepszego młodego zawodnika na tym turnieju. Na Mistrzostwach Świata 2014 w Brazylii, w wygranym 4:0 meczu przeciwko reprezentacji Portugalii, rozegranym 16 czerwca, strzelił hat tricka. 8 czerwca zdobył bramkę w wygranym 7:1 meczu półfinałowym z Brazylią. Jego gol był 2000. w historii niemieckiej reprezentacji, a on sam zdobył 10. gol na mundialu. 13 czerwca wystąpił w wygranym finale przeciwko reprezentacji Argentyny. Po zakończeniu turnieju został wybrany do drużyny gwiazd mistrzostw, a także dostał Srebrną Piłkę.

## Statystyki

### Klubowe
Aktualne na 6 kwietnia 2024.
| Klub                | Sezon              | Liga                 | Liga  | Liga   | Puchar Niemiec | Puchar Niemiec | Europa | Europa | Inne  | Inne   | Suma  | Suma   |
| Klub                | Sezon              | Liga                 | Mecze | Bramki | Mecze          | Bramki         | Mecze  | Bramki | Mecze | Bramki | Mecze | Bramki |
| ------------------- | ------------------ | -------------------- | ----- | ------ | -------------- | -------------- | ------ | ------ | ----- | ------ | ----- | ------ |
| Bayern Monachium II | 2007/2008          | Fußball-Regionalliga | 3     | 1      | –              | –              | –      | –      | –     | –      | 3     | 1      |
| Bayern Monachium II | 2008/2009          | 3. Fußball-Liga      | 32    | 15     | –              | –              | –      | –      | –     | –      | 32    | 15     |
| Bayern Monachium II | Ogólnie            | Ogólnie              | 35    | 16     | 0              | 0              | 0      | 0      | 0     | 0      | 35    | 16     |
| Bayern Monachium    | 2008/2009          | Bundesliga           | 4     | 0      | –              | –              | 1      | 1      | –     | –      | 5     | 1      |
| Bayern Monachium    | 2009/2010          | Bundesliga           | 34    | 13     | 6              | 4              | 12     | 2      | –     | –      | 52    | 19     |
| Bayern Monachium    | 2010/2011          | Bundesliga           | 34    | 12     | 5              | 3              | 8      | 3      | 1     | 1      | 48    | 19     |
| Bayern Monachium    | 2011/2012          | Bundesliga           | 34    | 7      | 5              | 2              | 14     | 2      | –     | –      | 53    | 11     |
| Bayern Monachium    | 2012/2013          | Bundesliga           | 28    | 13     | 5              | 1              | 13     | 8      | 1     | 1      | 47    | 23     |
| Bayern Monachium    | 2013/2014          | Bundesliga           | 31    | 13     | 5              | 8              | 12     | 5      | 3     | 0      | 51    | 26     |
| Bayern Monachium    | 2014/2015          | Bundesliga           | 32    | 13     | 5              | 1              | 10     | 7      | 1     | 0      | 48    | 21     |
| Bayern Monachium    | 2015/2016          | Bundesliga           | 31    | 20     | 5              | 4              | 12     | 8      | 1     | 0      | 49    | 32     |
| Bayern Monachium    | 2016/2017          | Bundesliga           | 29    | 5      | 3              | 0              | 9      | 3      | 1     | 1      | 42    | 9      |
| Bayern Monachium    | 2017/2018          | Bundesliga           | 29    | 8      | 5              | 4              | 10     | 3      | 1     | 0      | 45    | 15     |
| Bayern Monachium    | 2018/2019          | Bundesliga           | 32    | 6      | 6              | 3              | 6      | 0      | 1     | 0      | 45    | 9      |
| Bayern Monachium    | 2019/2020          | Bundesliga           | 33    | 8      | 6              | 2              | 10     | 4      | 1     | 0      | 50    | 14     |
| Bayern Monachium    | 2020/2021          | Bundesliga           | 32    | 11     | 2              | 1              | 9      | 2      | 3     | 1      | 46    | 15     |
| Bayern Monachium    | 2021/2022          | Bundesliga           | 32    | 8      | 2              | 0              | 10     | 4      | 1     | 1      | 45    | 13     |
| Bayern Monachium    | 2022/2023          | Bundesliga           | 27    | 7      | 4              | 0              | 8      | 1      | 1     | 0      | 40    | 8      |
| Bayern Monachium    | 2023/2024          | Bundesliga           | 26    | 2      | 1              | 1              | 7      | 1      | 0     | 0      | 34    | 4      |
| Bayern Monachium    | Ogólnie            | Ogólnie              | 468   | 146    | 65             | 34             | 151    | 54     | 16    | 5      | 700   | 239    |
| Ogólnie w karierze  | Ogólnie w karierze | Ogólnie w karierze   | 503   | 162    | 65             | 34             | 151    | 54     | 16    | 5      | 735   | 255    |

### Reprezentacyjne
Aktualne na 26 marca 2024.
| Reprezentacja | Rok     | Mecze | Bramki |
| ------------- | ------- | ----- | ------ |
| Niemcy        |         |       |        |
| 2010          | 12      | 5     |        |
| 2011          | 13      | 5     |        |
| 2012          | 13      | 0     |        |
| 2013          | 9       | 6     |        |
| 2014          | 15      | 10    |        |
| 2015          | 6       | 5     |        |
| 2016          | 15      | 5     |        |
| 2017          | 6       | 1     |        |
| 2018          | 11      | 1     |        |
| 2021          | 10      | 4     |        |
| 2022          | 11      | 2     |        |
| 2023          | 5       | 1     |        |
| 2024          | 2       | 0     |        |
| Ogólnie       | Ogólnie | 128   | 45     |

## Sukcesy

### Bayern Monachium
- Mistrzostwo Niemiec: 2009/2010, 2012/2013, 2013/2014, 2014/2015, 2015/2016, 2016/2017, 2017/2018, 2018/2019, 2019/2020, 2020/2021, 2021/2022, 2022/2023, 2024/2025
- Puchar Niemiec: 2009/2010, 2012/2013, 2013/2014, 2015/2016, 2018/2019, 2019/2020
- Superpuchar Niemiec: 2010, 2012, 2016, 2017, 2018, 2020, 2021, 2022
- Liga Mistrzów UEFA: 2012/2013, 2019/2020
- Superpuchar UEFA: 2013, 2020
- Klubowe mistrzostwo świata: 2013, 2020

### Niemcy
Mistrzostwa świata
- Mistrzostwo: 2014
- 3. miejsce: 2010

Mistrzostwa Europy
- 3. miejsce: 2012, 2016

### Indywidualne
- Król strzelców Mistrzostw świata: 2010 (5 goli)[c]
- Król strzelców Pucharu Niemiec: 2009/2010 (4 gole)[d], 2013/2014 (8 goli)
- Trzecie miejsce w klasyfikacji strzelców Bundesligi: 2015/2016 (20 goli)
- Najlepszy asystent Mistrzostw świata: 2010
- Najlepszy asystent Bundesligi: 2017/2018, 2019/2020 (21 asyst), 2020/2021 (18 asyst)[22], 2021/2022 (18 asyst)
- Najlepszy asystent Pucharu Niemiec: 2015/2016
- Trzecie miejsce w klasyfikacji punktowej Bundesligi: 2015/2016 (27 punktów za 20 goli i 7 asyst)

### Wyróżnienia
- Srebrna Piłka Mistrzostw Świata: 2014[21]
- Najlepszy Młody Zawodnik Mistrzostw Świata: 2010[23]
- Bravo Award: 2010[24]
- Najlepszy Młody Piłkarz według World Soccer: 2010[25]
- Piłkarz sezonu w Bayernie Monachium: 2021/2022[26]
- Piłkarz miesiąca Bundesligi: Styczeń 2022[27]
- Drużyna sezonu Bundesligi: 2017/2018[28], 2019/2020[29], 2020/2021[30]
- Drużyna sezonu European Sports Media: 2012/2013[31]
- Jedenastka rundy jesiennej Bundesligi według Kickera: 2021/2022[32]
- Silbernes Lorbeerblatt: 2010[33]

### Rekordy
- Najskuteczniejszy niemiecki zawodnik w historii Ligi Mistrzów UEFA: 53 gole[34]
- Najskuteczniejszy niemiecki zawodnik w historii Superpucharu Niemiec: 5 goli
- Najskuteczniejszy asystent w historii Bundesligi w jednym sezonie: 21 asyst (sezon 2019/2020)[35]
- Najwięcej asyst w historii Bundesligi: 170 asyst[36]
- Najwięcej występów w historii Superpucharu Niemiec: 12 meczów[e]
- Najwięcej występów w historii Der Klassiker: 40 meczów
- Najwięcej zwycięstw w historii Bundesligi w barwach Bayernu Monachium: 310 zwycięstw[37][38]
- Najwięcej zwycięstw w historii Bundesligi w barwach jednego klubu: 310 zwycięstw (Bayern Monachium)[f][38]
- Najbardziej utytułowany zawodnik w historii Bundesligi: 12 mistrzostw Niemiec[39]
- Najbardziej utytułowany zawodnik w historii Bundesligi w barwach Bayernu Monachium: 13 mistrzostw Niemiec[40]

## Życie prywatne

### Rodzina
Thomas Müller jest żonaty z Lisą Müller. Wziął z nią ślub w 2009 roku. Partnerka piłkarza również jest sportowcem, startuje w zawodach jeździeckich. Para nie ma dzieci.

## Odznaczenia
- Srebrny Liść Laurowy (2014)[42]
- Order Bawarski Zasługi (2019)[43]